# Ornebius angustifrons
Ornebius angustifrons is een rechtvleugelig insect uit de familie Mogoplistidae. De wetenschappelijke naam van deze soort is voor het eerst geldig gepubliceerd in 1930 door Lucien Chopard.